# Biserica Sfinții Voievozi a fostei mănăstiri Târgșoru Nou
Biserica Sfinții Voievozi a fostei mănăstiri Târgșoru Nou este un monument istoric aflat pe teritoriul satului Târgșoru Nou, comuna Ariceștii Rahtivani.